# Jeet Kune Do

Emblemet för Jeet Kune Do

Jeet Kune Do (kinesiska 截拳道 Pinyin: Jié quán dào, kantonesiska Jit kyùn dou) är en samling tankar och idéer om träning och livet som sammanställdes av Bruce Lee. Det mesta i hans tankar var inget nytt, utan mer en sammanställning av visdomsord från andra tänkare och idrottande människor från hela världen. Tankarna kan appliceras på det mesta i livet, men speciellt är de kända för användning inom kampsport, kampkonst, självförsvar och fighting. Några av Lees närmaste vänner och träningskollegor har försökt sammanfatta det som idag kallas Jeet Kune Do samt sammanställa hans anteckningar i boken Tao of Jeet Kune Do. Det som är viktigt att skilja på är de tankar och idéer som kallas Jeet Kune Do och Bruce Lees egna personliga kampstil Jun Fan Gung Fu. De som vill efterlikna hans personliga kampstil tränar något som de benämner Jun Fan Jeet Kune Do. Det och Jeet Kune Do är två skilda saker.

## Ständig utveckling
Bruce Lee som lade grunden till den rörelse som idag kallas JKD var kampsportsexpert, skådespelare och mångsysslare. Han hade mängder av böcker i filosofi och träning från alla världens olika hörn. Från dessa hämtade han inspiration samt fick idéer till bland annat det som sedan kom att kallas Jeet Kune Do. Han skrev ned mycket om sina tankar och idéer och Bruce arbetade även på att eventuellt släppa egna böcker. Han tvekade dock om detta av många olika anledningar. Bland annat var han rädd för att de skulle bli som biblar som folk slaviskt följde istället för det han ville att de skulle vara. Det vill säga endast hans tankar, inspiration och idékälla. Bruce hann aldrig göra något boksläpp innan han dog den 20 juli 1973. Det gör att det som idag kallas Jeet Kune Do är de tankar och idéer som han hade fått ner på pränt fram till sin plötsliga död vid 32 års ålder. 
Bruce Lee tränade först den kinesiska kampstilen Wing Chun Kuen som elev åt den aktade läraren Yip Man. Senare utvecklade Bruce sin egen personliga stil som han kallade Jun Fan Gung Fu (Lee Jun Fan är Lees kantonesiska namn) och öppnade bland annat ett antal kampsportskolor runtom i USA. Men under sina sista levnadsår övergav han dem och tanken på olika kampsportstilar över huvud taget, till förmån för sin nya syn på allt, en syn som han kallade Jeet Kune Do. Detta hans nya sätt att se på saker och ting innebar bland annat att han inte ville begränsa sig till någon enskild kampsportstil eller träningsfilosofi och han började att träna diverse olika kampidrotter. En spark är en spark, ett slag ett slag och ett kast är ett kast, och kan oavsett vad man väljer att kalla det inte begränsat till en stil, menade han. 

### Synsätt
Enligt Bruce Lees synsätt har vi alla likadana kroppar (anatomi) och lyder under samma naturlagar. Så oavsett vilken stil, metodik eller träningsfilosofi man tränar, måste man göra samma kroppsmekaniska rörelse om man vill ha samma effekt i samma situation. Han ansåg att många stirrade sig blinda på varje blad (träningsfilosofi/stil) istället för att se hela trädet (ex. kampsporten/kampkonsten) och se dess rötter och hur lika alla bladen är.

### Grundprinciper
Bruce Lee slutade av olika anledningar att tro på att det endast finns en sanning med alla svaren och lösningarna på allt. Utifrån detta och sina tidigare livserfarenheter började han nerteckna de tankar som idag kallas Jeet Kune Do. Detta gjorde han tillsammans med sina vänner, bland annat Dan Inosanto, den ende som är graderad till instruktörsgrad i Jeet Kune Do av Bruce Lee personligen.
Det som är speciellt för Jeet Kune Do är att det inte är något fast och färdigt utan en rörelse som ständigt förändras, utvecklas och anpassar sig för stunden och tillfället och är unik för varje individ. Dock finns några grundprinciper som Bruce Lee och hans vänner tog fram. Som till exempel: 
- "Having no limitation as limitation" (betyder ha "inga begränsningar som begränsning")
- "Using no way as way" (betyder att använda "ingen väg som väg")
- "Absorb what is useful, reject what is useless and add what is specifically your own" (betyder ungefär "ta till dig det användbara, avstå från det oanvändbara och lägg till det som är ditt eget")